# Sergei Sergejewitsch Nikolajew
Sergei Sergejewitsch Nikolajew (russisch Сергей Сергеевич Николаев; * 2. November 1946 in Riga, Lettische SSR; † 16. Mai 2016 in Moskau) war ein sowjetischer bzw. russischer Schauspieler.

## Leben und Leistungen
Nikolajew war in jungen Jahren Leiter eines Pionierlagers in der Nähe des Gorki-Studios, wo Alexander Rous Assistentin Wera Sorokoum auf ihn aufmerksam wurde. Er ließ sich für die Darstellung des verwöhnten und ungehobelten Zarensohns Andrei in Die schöne Warwara (1970) verpflichten, seine erste und herausragendste Rolle. Einen ähnlichen Charakter verkörperte Nikolajew auch in dem Märchenfilm Auf der goldenen Treppe saßen... (1987). In Der Hirsch mit dem goldenen Geweih (1973) mimte der schwergewichtige Darsteller als Statist einen Dieb, in Finist – Heller Falke (1975) einen Koch und in Am Sankt-Nimmerleinstag (1986) einen Schützen. Im weiteren Verlauf seiner Karriere beteiligte sich Nikolajew auch an ernsthafteren Projekten, z. B. Звезда эпохи (Swesda epochi, 2005) und seinem letzten Film Главный (Glawny, 2015), in dem er als Georgi Malenkow auftrat. Neben Spielfilmen war er als Väterchen Frost auch in der Dokumentation Как сфотографировать жену, чтобы она не обиделась? (Kak sfotografirowat schenu, tschtoby ona ne obidelas?, 1999) zu sehen; seine Filmografie umfasst insgesamt 58 Rollen. Außerdem trat Nikolajew jeweils einmal als Produktionsleiter (Чёртовы куклы, Tschjortowy kukly, 1993) und als Drehbuchautor (Отражение, Otraschenije, 1998) in Erscheinung.
Parallel zu seiner Schauspieltätigkeit war Nikolajew für das Gorki-Studio auch als Komsomolsekretär und von 1977 bis 1996 als Leiter der Schauspielerabteilung zuständig. Im gleichen Zeitraum dozierte er an der Wirtschaftsfakultät des  Gerassimow-Instituts für Kinematographie. Seit 1995 war Nikolajew Mitglied des „Zentralrates der Allrussischen Sozial-politischen Bewegung Geistiges Erbe“ und gehörte seit 1996 der „Orthodoxen Volksbewegung“ an.
Er wurde mit den Titeln Отличник кинематографии СССР (Hervorragender Filmkünstler der UdSSR) und Почётный кинематографист России (Ehrenwerter Filmkünstler Russlands) sowie weiteren staatlichen Auszeichnungen geehrt.
Nikolajew starb in den frühen Morgenstunden des 16. Mai 2016 nach langanhaltender Krankheit im Botkina-Klinikum in Moskau.

## Filmografie (Auswahl)
- 1970: Die schöne Warwara (Warwara-Krassa, dlinnaja kossa)
- 1973: Der Hirsch mit dem goldenen Geweih (Solotye roga)[6]
- 1975: Finist – Heller Falke (Finnist – jasny sokol)
- 1976: Die traurige Nixe (Rusalotschka)
- 1983: Der verheiratete Junggeselle (Schenaty cholostjak)
- 1983: Abenteuer mit der Tarnkappe (Tam, na newedomych doroschkach…)
- 1986: Am Sankt-Nimmerleinstag (Posle doschditschka w tschetwerg)
- 1987: Auf der goldenen Treppe saßen… (Na slatom krylze sideli…)